# Imrich Esterházy
Biskup Imrich Esterházy hrabě z Galanty (maďarsky Gróf galántai Esterházy Imre, chorvatsky Mirko Eszteházy, také Esterházi nebo Eszterházy, 17. prosince 1663, Nové Mesto nad Váhom, Uherské království – 6. prosince 1745, Bratislava) byl uherský šlechtic z rodu Esterházyů z Galanty a římskokatolický duchovní, kněz řádu paulánů, diplomat, záhřebský a ostřihomský arcibiskup a uherský primas.

## Život

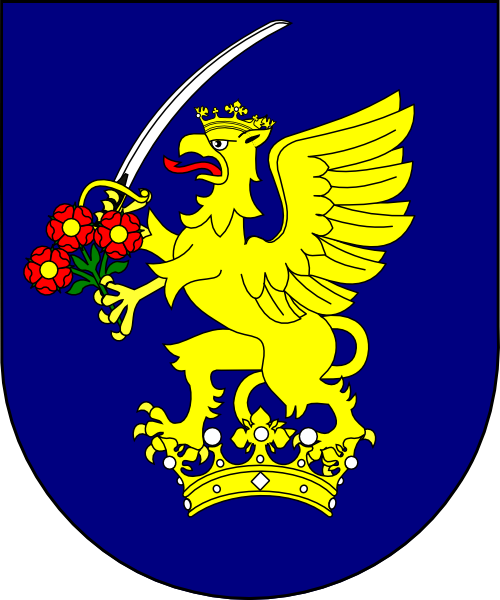
Erbovní štít Imricha Esterházyho

Rodina Esterházyů z Galánty patřila až do konce Rakouska-Uherska k nejbohatším a nejvlivnějším šlechtickým rodům v Uherském království i ve střední Evropě. Tento rod byl ve své většině velmi prohabsburský (což nebylo typické pro ostatní významné uherské rody), přičemž tuto svou dynastickou loajalitu propojoval se zemským vlastenectvím. Stejně lze charakterizovat politiku a kariéru Imricha Esterházyho.
Rodiči Imricha Esterházyho byli hrabě Imrich Esterházy z Galanty a Zuzana Bučanská z Pováží. Střední vzdělání získal v hornouherské Trnavě a v západouherské Šoproni, v roce 1680 vstoupil do paulánského řádu. Poté studoval 4 roky v Římě a 2 roky v lepoglavském klášteře v Chorvatsku a odtud se vrátil do Trnavy, kde zaujal na jezuitské akademii pozici profesora teologie.
V roce 1702 se stal generálem paulánského řádu. Roku 1706 pak biskupem ve Váci a v roku 1708 v chorvatském Záhřebu. Byl věrným stoupencem Habsburků a v roce 1726 ho císař Karel VI. (uherský král Karel III.) jmenoval biskupem ve Veszprému a odtud už byl jen krůček k nejvyšším postům v katolické hierarchii v Uhersku. V roce 1725 se pak stal ostřihomským arcibiskupem a tím pádem uherským primasem.
Jeho sídlem byla Trnava a velmi často pobýval v arcibiskupském paláci v Bratislavě, kde roku 1745 zemřel. Uherský primas Imrich Esterházy byl pochován v hrobce pod barokní kaplí sv. Jana Almužníka v katedrále sv. Martina.

## Dílo
Byl finančním podporovatelem rozšiřování farní sítě, kulturně povznesl Ostřihom, Šaštín (bazilika minor Panny Marie Sedmibolestné), Trnavu i Bratislavu.
Do dějin umění na Slovensku se zapsal pozváním rakouského sochaře Georga Rafaela Donnera, který se podílel na výzdobě korunovační katedrály sv. Martina. Donner na přání Esterházyho vystavěl mimo jiné v katedrále sv. Martina barokní kapli zasvěcenou maloasijskému světci Janu Almužníkovi, kde také vytvořil sochu biskupa Eszterházyho. V roce 1741 korunoval Marii Terezii na uherskou královnu.